# Johann Birkelbach
Johann Birkelbach (* 15. März 1880 in Winden im Rhein-Lahn-Kreis; † 8. Juni 1964 in Schwalbach am Taunus) war ein deutscher Betriebsrat und Mitglied des Provinziallandtages der Provinz Hessen-Nassau.

## Leben
Johann Birkelbach war ein Sohn des Bergmanns Johann Birkelbach (* 1852) und dessen Ehefrau Anna Maria Stendebach (* 1859). Er besuchte in seinem Heimatort die Volksschule, war  Pferdebursche und Kutscher und von 1898 an Hotelbursche und Kutscher in Wiesbaden und Frankfurt/Main.
Von 1905 bis Juni 1932 war er bei den Farbwerken Hoechst beschäftigt, politisch engagiert und im Fabrikarbeiterverband organisiert. Nach 1919 war er bei Hoechst freigestelltes Betriebsratsmitglied. In den Jahren von 1916 bis 1918 musste er Kriegsdienst leisten und war nach dem Krieg Mitglied der Gemeindevertretung im damals noch selbstständigen Nied und 1924/1925 Mitglied des Kreistages des Kreises Höchst. Von 1921 bis 1925 hatte er ein Mandat für den Nassauischen Kommunallandtag des preußischen Regierungsbezirks Wiesbaden bzw. für den Provinziallandtag der Provinz Hessen-Nassau, wo er Mitglied des Beamten- und Eingabeausschusses war. Birkelbach war von 1921 bis 1922 Mitglied der Kommunistischen Partei Deutschlands, anschließend bis 1924 in der USPD und dann bis 1925 Mitglied der SPD. 1932 wurde er Invalidenrentner und während der NS-Zeit überwacht und im Zusammenhang mit der Aktion Gitter im September 1944 kurzzeitig inhaftiert.

## Familie
Am 2. Mai 1909 heiratete er in Höchst Luise Schäfer (1888–1978). Aus der Ehe ging der Sohn Willi Birkelbach (1913–2008, Chef der Hessischen Staatskanzlei) hervor.